# Klupsko prvenstvo Hrvatske u odbojci na pijesku za žene 2007.
Klupsko prvenstvo Hrvatske u odbojci na pijesku za žene za 2007. godinu, odnosno za sezonu 2006./07.  
Igrane su: 
- 1. liga – 8 klubova; prvak "Erste Zagreb"

## Prva liga
Sudionici
- KOP Erste Zagreb – Zagreb
- KOP Jarun – Zagreb
- HAKOP Mladost – Zagreb
- KOP Novi Zagreb – Zagreb
- KOP Rijeka – Rijeka
- KOP Vrapče – Zagreb
- KOP Žal – Banjole, Medulin
- KOP Žnjan  – Split

Ljestvica
| mj | klub         | ut | pob | ner | por | set+ | set- | poen+ | poen- | bod |
| -- | ------------ | -- | --- | --- | --- | ---- | ---- | ----- | ----- | --- |
| 1. | Erste Zagreb | 7  | 6   | 0   | 1   | 24   | 4    | 522   | 368   | 12  |
| 2. | Jarun        | 7  | 5   | 2   | 0   | 24   | 5    | 575   | 281   | 12  |
| 3. | Novi Zagreb  | 7  | 3   | 3   | 1   | 20   | 12   | 568   | 467   | 9   |
| 4. | Žal          | 7  | 3   | 3   | 1   | 19   | 12   | 563   | 563   | 9   |
| 5. | Žnjan        | 7  | 1   | 3   | 3   | 12   | 20   | 484   | 512   | 5   |
| 6. | Vrapče       | 7  | 1   | 2   | 4   | 10   | 20   | 444   | 516   | 4   |
| 7. | Mladost      | 7  | 1   | 2   | 4   | 9    | 21   | 381   | 571   | 4   |
| 8. | Rijeka       | 7  | 0   | 1   | 6   | 3    | 26   | 268   | 583   | 1   |

Turniri
- 1. turnir: Čakovec – Totovec, Totomore, 30. lipnja – 1. srpnja 2007. (odgođeno)[1]
- 2. turnir: Zagreb, malo Jarunsko jezero, 14. – 15. srpnja 2007.
- 3. turnir: Split, Žnjan, 21. – 22. srpnja 2007.
- 4. turnir: Čakovec – Totovec, Totomore, 4. – 5. kolovoza 2007.

## Vanjske poveznice
- hos-cvf.hr, Odbojka na pijesku
- kop-cakovec.hr  Arhivirana inačica izvorne stranice od 10. studenoga 2024. (Wayback Machine)